# Con un battito di ciglia
Con un battito di ciglia è un docufilm prodotto da Libero Produzioni in collaborazione con Rai Documentari, andato in onda su Rai 3 il 18 giugno 2024 in occasione della Giornata Mondiale sulla SLA.
Scritto da Marco Falorni e Andrea Frassoni, il film racconta le storie di persone affette da SLA (Sclerosi Laterale Amiotrofica), come i protagonisti Julius, Pippo, Laura e Luigi. Attraverso le loro esperienze, il docufilm evidenzia il loro grande desiderio di comunicare con il mondo e offrire segni di speranza al prossimo. A guidare le loro storie, Drusilla Foer insieme a Aldo Baglio, Francesca Cavallin, Antonio Ornano, Giancarlo Ratti e con la partecipazione di Mario Calabresi.